# Ngọc Ánh
Trương Thị Ngọc Ánh (sinh ngày 20 tháng 6 năm 1964), nghệ danh Ngọc Ánh, là một nữ Danh ca người Việt Nam. Được mệnh danh là "Nữ hoàng nhạc Rock" với chất giọng phong phú đặc biệt, Danh ca Ngọc Ánh có thể hát rất hay được hầu hết các thể loại nhạc khác nhau như: nhạc tình, nhạc Pop, Dân ca, nhạc Quê huơng và Bolero. 

## Tiểu sử và sự nghiệp
Ngọc Ánh sinh ngày 20 tháng 6 năm 1964 tại Bệnh viện Phú Nhuận (Sài Gòn), nhưng quê quán tại tỉnh Quảng Nam do cha bà đã vào Sài Gòn lập nghiệp từ năm 1961. Trong gia đình, bà là con gái út trong số 5 anh chị em. 
Ngọc Ánh bắt đầu tham gia Đội Ca ở Nhà thiếu nhi TP. Hồ Chí Minh (số 4 Tú Xương, P. Võ Thị Sáu, Q. 3) từ năm 1977 đến 1981, đã theo Đội Văn nghệ Nhà thiếu nhi đi lưu diễn toàn quốc và đoạt nhiều giải thưởng đơn ca. Các năm 1980–82, Ngọc Ánh hoạt động văn nghệ tại trường THPT Nguyễn Thái Bình (Quận Tân Bình, TP. Hồ Chí Minh). Đến tháng 1 năm 1986, Ngọc Ánh chính thức trở thành ca sỹ trên sân khấu chuyên nghiệp tại Quận Tân Bình và sau đó là ca sỹ hoạt động tự do, chạy show trên toàn quốc và nước ngoài. 
Trong kỷ nguyên vàng của âm nhạc Đổi Mới (1986–1999), Ngọc Ánh là thế hệ thứ 2, sau Bảo Yến, Nhã Phương và Cẩm Vân được yêu mến bởi chất giọng đặc biệt hiếm có, cùng với vũ đạo bốc lửa và trang phục tạo mốt, là điều rất hiếm ca sĩ đương thời đảm nhiệm nổi. 
Theo tự sự của Ngọc Ánh với VTV3, năm 1989, bà là ca sỹ mới nổi hiếm hoi ở miền Nam chinh phục được khán thính giả miền Bắc qua ca khúc Mùa xuân bên cửa sổ (Sáng tác: Xuân Hồng- Song Hảo) do bà thể hiện, được phát liên tục trên Đài Tiếng nói Việt Nam trong 10 năm. Từ năm 1989- 1999 là giai đoạn vàng son của ca sỹ Ngọc Ánh, kín lịch chạy "sô" từ sớm đến khuya, hầu như không có ngày nghỉ. Được báo giới xác nhận kỷ lục là ca sỹ chạy sô nhiều nhất Việt Nam. Cũng theo Ngọc Ánh, tháng 9 năm 1999, Ngọc Ánh sang Mỹ định cư, ký hợp đồng 2 năm độc quyền cho Trung tâm Thúy Nga Paris By Night và sinh hoạt văn nghệ tại hải ngoại. 
Sự nghiệp âm nhạc của Ngọc Ánh được thể hiện rõ nhất trong hơn 20 album cassette và CD, cùng với hàng trăm ca khúc thu âm lẻ khác. Bên cạnh đó, bà cũng đã quay hình rất nhiều chương trình ca nhạc cho các Đài Truyền hình và MV trong nước. Những bài hát đã làm nên tên tuổi của Ngọc Ánh và được khán giả yêu mến như Hoàng hôn trên đại dương (Sáng tác: Vũ Ân Khoa), Mùa xuân từ những giếng dầu (Sáng tác: Phạm Minh Tuấn), Mùa xuân bên cửa sổ (sáng tác: Xuân Hồng- Song Hảo), Trả nợ tình xa (Sáng tác: Tuấn Khanh), Ai biểu anh làm thinh (Sáng tác: Trầm Tử Thiêng), Không dám đâu (Sáng tác: Diệp Minh Tuyền- Ngọc Ánh), Liên khúc Chachacha Trịnh Công Sơn, Ngọn lửa cao nguyên (Sáng tác: Trần Tiến), Biển nỗi nhớ và em (Sáng tác: Phú Quang), Rừng xưa đã khép (Sáng tác: Trịnh Công Sơn), Rock buồn (Sáng tác: Phú Quang), Im lặng đêm Hà Nội (Sáng tác: Phú Quang), Thành phố buồn (Sáng tác: Lam Phương), Phút cuối (Sáng tác: Lam Phương), Biển tình (Sáng tác: Lam Phương) Không những vậy, Ngọc Ánh còn thể hiện thành công rất nhiều ca khúc quốc tế với lời Việt do chính Ngọc Ánh dịch như: Vết son trên áo, More than I can say, Say you will, Hotel California, Holiday, I hate myself for loving you, Beat it, With every beat of my heart, Country road take me home, The long and winding road, 500 miles, You're my heart, you're my soul, One way ticket, Love me with all your heart,... Tại Mỹ, bà đã có 3 album CD riêng do Trung tâm Thúy Nga phát hành và 9 lần xuất hiện trong Chuơng trình Thúy Nga Paris By Night (từ cuốn số 53 đến 65). Năm 2015, Ngọc Ánh thành lập kênh Youtube riêng nhằm giới thiệu các sản phẩm âm nhạc cá nhân. 
Cuối năm 2018, Ngọc Ánh quyết định trở về Việt Nam tiếp tục sự nghiệp, đồng thời thực hiện mong muốn được ở bên cạnh cha mẹ già.  Tháng 8 năm 2024, Ngọc Ánh trở thành một trong 30 Chị Đẹp tham gia chương trình Chị đẹp đạp gió rẽ sóng. mùa thứ hai, nổi bật trong các công diễn với những bài hát Trả nợ tình xa, Để tôi ôm em bằng giai điệu này, Một thế giới bằng hai gang tay, Đi về nhà, Cô gái đến từ hôm qua.

## Danh sách các album đã phát hành
- Nụ cười buồn (1989 - định dạng cassette)
- Không dám đâu (1993 - định dạng cassette)
- Chiếc áo bà ba (1994 - định dạng cassette)
- Vết son trên áo (1994 - định dạng cassette)
- Trăng về thôn dã (1994 - định dạng cassette)
- Thuơng về miền Trung (1994 - định dạng CD)
- Liên khúc Disco Chachacha (1994 - định dạng cassette)
- Người tình mùa đông (1994 - định dạng cassette)
- Liên khúc No limit (1994 - định dạng cassette)
- Liên khúc Love potion No.9 (1994 - định dạng cassette và CD)
- Liên khúc Búp bê không tình yêu (1995 - định dạng cassette và CD)
- Vừa Biết Dấu Yêu (TNCD 230, 2000)
- Không Còn Ai (TNCD 254, 2001)
- Tình Dẫu Muộn Màng (TNCD 272, 2001)
- Vì yêu (2004)
- Thành Phố Buồn (2015) ft. Ngọc Tùng
- Ngày Mai Anh Lên Đường (2016) ft. Ngọc Tùng

### Biểu diễn trên sân khấu Trung tâm Thúy Nga
| STT | PBN số | Tên bài hát                   | Tác giả                  | Thể hiện với | Năm  |
| --- | ------ | ----------------------------- | ------------------------ | ------------ | ---- |
| 1   | 53     | Căn Nhà Trong Ánh Bình Minh   | Lời Việt: Lê Xuân Trường | solo         | 2000 |
| 2   | 55     | Rock Con Diều                 | Võ Thiện Thanh           | solo         | 2000 |
| 3   | 56     | Lang Thang Trên Đường Mưa Rơi | Tuấn Thành               | solo         | 2000 |
| 4   | 57     | Tiếng Sét Nơi Vườn Hoang      | Quốc Hùng                | solo         | 2000 |
| 5   | 58     | Không Còn Ai                  | Nguyễn Ngọc Thiện        | solo         | 2001 |
| 6   | 60     | Sóng Cuốn                     | Quốc Hùng                | Quốc Hùng    | 2001 |
| 7   | 61     | Tình Xa Khuất                 | Trường Huy               | solo         | 2001 |
| 8   | 62     | Tình Dẫu Muộn Màng            | Khải Hoàn                | solo         | 2001 |
| 9   | 65     | Ai Sẽ Biết Trước              | Quốc Hùng                | Quốc Hùng    | 2002 |

## Đời tư
Ca sỹ Ngọc Ánh kết hôn với Hồng Hải (con trai của nhạc sĩ Xuân Hồng) năm 1997 nhưng 4 năm sau thì ly dị. Sau đó bà kết hôn với một cai thầu công trình người Canada gốc Cần Thơ năm 2002 và có con gái đầu lòng năm 2003. Hiện nay, Ngọc Ánh sống độc thân bên cạnh con gái tại Việt Nam. 

## Chương trình truyền hình đã tham gia
Chị đẹp đạp gió rẽ sóng (mùa 2)

## Các giải thưởng đã đạt được
- 1986: Giải Nhì hạng mục Đơn ca "Liên hoan Ca nhạc nhẹ Chuyên nghiệp toàn Thành" Thành phố Hồ Chí Minh với bài hát Cô gái Tây Nguyên đi làm thuỷ lợi (Sáng tác: Thanh Tùng).
- 1993: Giải "Ca sỹ được yêu thích nhất" do báo Thanh Niên bình chọn.
- 1993: Giải "Ca sỹ được yêu thích nhất" do báo Người Lao Động bình chọn (Tiền thân của Giải Mai Vàng), thuộc giải thưởng "Bình chọn Văn nghệ sỹ được yêu thích nhất trong năm".
- 1994: Giải "Ca sỹ được bạn đọc yêu thích nhất" do báo Sóng Nhạc bình chọn.
- 1996: Huy chương Vàng cuộc thi "Giọng ca Vàng các nước Đông Nam Á" với bài hát Woman in love.
- 1996: Giải "Ca sỹ được yêu thích nhất" do báo Mực Tím bình chọn.
- 1996: Giải "Ca sỹ được yêu thích nhất" do báo Tiền Phong bình chọn.
- 1997: Giải Nhất "Liên hoan Âm nhạc Radio Hữu nghị Quốc tế" do đài VOV tổ chức.

Và hơn 200 giải Nhất của hạng mục Đơn ca bán chuyên nghiệp khác trong các năm từ 1977- 1985.  